# Witold Czaykowski

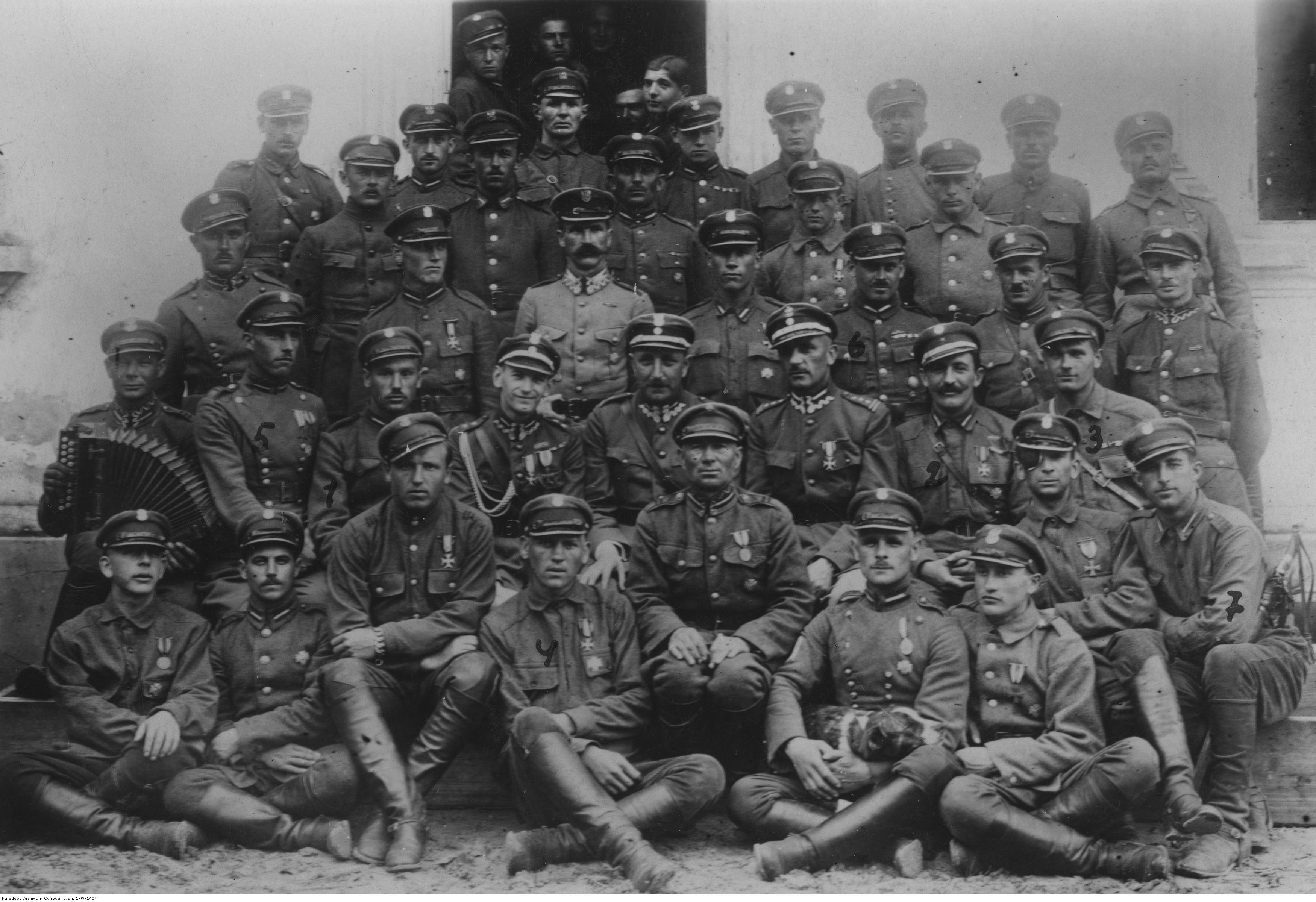
Oficerowie i podoficerowie 14 Pułku Ułanów Jazłowieckich w 1921 r. – por. Witold Czaykowski siedzi 4. z lewej w drugim rzędzie.

Witold Czaykowski, wcześniej Czajkowski (ur. 24 czerwca 1895 w Skajście, zm. 6 września 1972 w Londynie) – podpułkownik kawalerii Wojska Polskiego, kawaler Orderu Virtuti Militari.

## Życiorys
Witold Czaykowski urodził się 24 czerwca 1895 w Skajście na Litwie Kowieńskiej jako syn Bronisława. Po zakończeniu I wojny światowej został przyjęty do Wojska Polskiego. Został awansowany na stopień rotmistrza jazdy w ze starszeństwem z dniem 1 września 1922. W szeregach 14 pułku ułanów brał udział w walkach o niepodległość Polski. W stopniu podporucznika był adiutantem pułku. W latach 20. i 30. pozostawał oficerem macierzystego pułku, stacjonującego we Lwowie, w tym w 1924 jako oficer nadetatowy był przydzielony do 4 Dywizji Kawalerii jako I oficer sztabu. Został awansowany na stopień majora kawalerii w ze starszeństwem z dniem 1 stycznia 1928. Był autorem publikacji pt. Zarys historji wojennej 14-go pułku ułanów jazłowieckich, wydanej w 1928 z serii Zarys historji wojennej pułków polskich 1918–1920. W kwietniu 1928 został przesunięty ze stanowiska dowódcy szwadronu na stanowisko kwatermistrz pułku. Od kwietnia 1933 był szefem wydziału w Kierownictwie Remontów. W grudniu 1934 roku został przeniesiony do Dowództwa Taborów i Szefostwo Remontu w Warszawie na stanowisko szefa wydziału. Na stopień podpułkownika został mianowany ze starszeństwem z 19 marca 1938 i 3. lokatą w korpusie oficerów kawalerii. W 1939 roku pełnił służbę w Dowództwie Taborów i Szefostwie Remontu na stanowisku szefa Wydziału Ogólnego.
Po zakończeniu II wojny światowej przebywał na emigracji w Wielkiej Brytanii. Do końca życia pozostawał w stopniu pułkownika kawalerii. Zmarł 6 września 1972 w Londynie.

## Ordery i odznaczenia
- Krzyż Srebrny Orderu Wojskowego Virtuti Militari nr 2505 (1921)[18]
- Krzyż Walecznych (dwukrotnie, przed 1923)
- Złoty Krzyż Zasługi (10 listopada 1928)[19]
- Medal Niepodległości (5 sierpnia 1937)[20]
- Odznaka za Rany i Kontuzje[21]
- Odznaka 14 Pułku Ułanów Jazłowieckich[21]
- Medal Pamiątkowy Wielkiej Wojny (III Republika Francuska, przed 1924)